# B.D. Wong
B.D. Wong, Bradley Darryl Wong, född 24 oktober 1960 i San Francisco, Kalifornien, USA, är en amerikansk skådespelare av kinesisk börd.
Wong är bland annat känd för rollen som den katolske prästen Ray Mukada i TV-serien Oz och som psykiatern George Huang i Law & Order: Special Victims Unit.
Wong tilldelades en Tony Award 1988 för sin insats som Song Liling i pjäsen M. Butterfly på Broadway.
Han och hans partner Richie Jackson fick två tvillingsöner år 2000 genom en surrogatmor, men en av dem dog strax efter födelsen.[källa behövs]

## Filmografi i urval
- 1986 – Karate Kid II - mästarprovet - pojke på gatan
- 1989 – Family Business - Jimmy Chiu
- 1990 – Ny i maffian - Edward
- 1990 – Bostonmordet - Kim Tan
- 1991 – Brudens far - Howard Weinstein
- 1991 – Första natten med tjejen - James Lew
- 1993 – And the Band Played On - Kico Govantes
- 1993 – Jurassic Park - Dr. Henry Wu
- 1994 – Men of War - Po
- 1995 – Dazzle - Teng
- 1995 – Brudens far 2 - Howard Weinstein
- 1996 – Beslut utan återvändo - Louie
- 1997 – Sju år i Tibet - Ngawang Jigme
- 1997–2003 – Oz (TV-serie)
- 1998 – Slappy och busligan - Morgan Brinway
- 1998 – Substitute 2 - Warren Drummond
- 1998 – Mulan - Shang (röst)
- 2001–2012 – Law & Order: Special Victims Unit (TV-serie)
- 2005 – Stay - Dr. Ren
- 2007 – Marco Polo
- 2015 – Focus - Liyuan
- 2015 – Jurassic World - Dr. Henry Wu
- 2015 – Mr. Robot (TV-serie)
- 2018 – Jurassic World: Fallen Kingdom - Dr. Henry Wu
- 2018 – Bird Box